# Kyle Searles
Kyle Searles (Houston, 24 de junho de 1985) é um ator norte-americano conhecido pela personagem Mac na série de televisão 7th Heaven.